# La Main dans le piège
Pour plus de détails, voir Fiche technique et Distribution.
La Main dans le piège (titre original : La mano en la trampa) est un film coproduit par l'Argentine et l'Espagne, réalisé par Leopoldo Torre Nilsson, d'après le roman homonyme de Beatriz Guido (es), et sorti en 1961.

## Synopsis
Laura sort du couvent pour passer l'été dans la vaste demeure familiale. Elle s'étonne que le premier étage soit inaccessible : le bruit court qu'un être monstrueux y est enfermé. Aiguillonnée par la curiosité, Laura finit par découvrir, à sa grande stupéfaction, que sa tante Inés y vit en recluse afin d'échapper au déshonneur causé par la rupture de ses fiançailles. Troublée par cette révélation, Laura, au terme d'une enquête policière, entre en contact avec Cristóbal, l'ancien fiancé de sa tante. Elle est, à son tour, prise au piège du même homme qu'elle a voulu aimer...

## Fiche technique
- Titre du film : La Main dans le piège
- Titre original : La mano en la trampa
- Réalisation : Leopoldo Torre Nilsson
- Scénario : Beatriz Guido, L. Torre Nilsson, Ricardo Muñoz Suay, Ricardo Luna d'après le roman homonyme de Beatriz Guido
- Photographie : Alberto Etchebehere - Noir et blanc
- Décors : Óscar Lagomarsino
- Musique : Atilio Stampone, Cristóbal Halffter
- Montage : Jacinto Cascales
- Production : Juan Sires pour Producciones Ángel
- Durée : 90 minutes
- Pays d'origine :  Argentine,  Espagne
- Sortie : 8 juin 1961
- Genre : Drame psychologique

## Distribution
- Elsa Daniel (es) : Laura Lavigne
- Francisco Rabal : Cristóbal
- Mańa Rosa Gallo : Inés Lavigne
- Leonardo Favio : Miguel
- Berta Ortegosa : la mère de Laura

## Récompense
- Prix FIPRESCI au Festival de Cannes 1961

## Commentaire
- Au-delà d'une intrigue au caractère étrange, le film nous plonge dans l'univers sclérosé et anémié de la haute bourgeoisie provinciale argentine. On retrouve une thématique chère à la romancière Beatriz Guido et à Leopoldo Torre Nilsson. De La Maison de l'ange (1957) à La Main dans le piège (en passant par La Chute, réalisé en 1959), la trilogie introspective « s'attache à raconter toujours la même histoire sous de multiples variations, à perfectionner encore et encore - autre signe de grandeur artistique - la même œuvre : le récit du jeune témoin d'une décomposition familiale qui achèvera de l'entraîner également vers une chute totale. »[1]
- Laura (Elsa Daniel), la jeune héroïne du film, est « ici considérée comme une sorte de monstre exaspérant. Son innocence agressive, perverse, est le ressort malsain de l'intrigue. Elle est victime de sa propre subconsciente machination. Elle utilise tout le monde, et son ignorance même, comme un agent de destruction masochiste et mystique. Et l'abjection qu'elle prête à son geste émancipateur, devient le monument de l'hypocrisie bourgeoise, assimilant l'amour à une prison dégradante et mortelle. »[2]